# 福島県立図書館
福島県立図書館（ふくしまけんりつとしょかん、Fukushima Prefectural Library）は、福島県福島市森合字西養山1番地にある福島県立の公共図書館である。

## 概要
信夫山麓の福島大学経済学部森合キャンパス（旧：福島高等商業学校）跡地にある。
1927年（昭和2年）、県立図書館設立が参事会に委任され翌年予算案が議決、さらに翌年文部大臣より設立認可が下り、福島市立図書館の蔵書、設備を譲り受け、現在の紅葉山公園にあった県物産陳列館を改修して1929年（昭和4年）10月14日開館した。
当時の建物は1911年（明治44年）竣工の木造モルタル3階建ての洋風建築で、東京国立博物館を模倣して作られた。1958年（昭和33年）11月25日、市内松木町に移転、そして1984年（昭和59年）7月22日に現在地に移転、開館した。設計は株式会社石本建築事務所による。松木町の建物は、現在は福島市立図書館となっている。

## サービス

### 開館時間
- 火 - 金：9:30 - 19:00
- 土・日・祝：9:30 - 17:30

### 休館
- 月曜日（祝日及び国民の休日の場合は翌日）
- 第1木曜日（祝日及び国民の休日を除く）
- 年末年始（12月28日 - 1月4日）
- 図書特別整理期間（4月上旬の10日間）

### レファランス
調査などに必要な資料を探す手伝いをする、レファランスサービスを行っている。
来館して口頭、Eメール、手紙、FAXで受け付けてる。

### 館外貸出
館外貸出は県内に在住（震災で県外に避難中の人も含む）、通勤、通学中の人。または、県内に帰省先がある学生が利用できる。利用カードを作成する必要がある。
1人10冊まで、15日以内で借りることが出来る。貸出期間中に申し出れば、予約されていない場合に限り15日間延長できる

### 有料データベース
日経テレコン21、ELDB、第一法規法情報総合データベース、官報情報検索が無料で利用できる。

### 市町村図書館・公民館図書室との相互貸借
広い県内の利用者を支えるサービスとして、県立図書館の資料を地元の図書館及び公民館を通して借りることが出来る。
また、返却時も借りている資料を持ち込むことで返却ができる。

### 本の森への道しるべ
県立図書館に所蔵している本や新聞などの中から独自のパスファインダーを館内に設置、及びホームページで公開している。
社会情勢の変化や新たな蔵書の追加などに合わせて適宜改訂している。書名、著者名、出版社、出版年、NDCが掲載されている。
また、関連するサイトも掲載されている。

## 東日本大震災福島県復興ライブラリー
東日本大震災の被災、復興に関連する資料を集め、東日本大震災復興ライブラリーとして2012年（平成24年）4月28日より公開している。
2022年（令和4年）3月31日現在、14,646タイトルの資料がある。

## 交通アクセス・立地・周辺

### 交通アクセス

#### 鉄道
- 福島交通飯坂線 美術館図書館前駅下車、徒歩で約3分。

#### 路線バス
- 福島駅東口から福島交通バス：市内循環2コースに乗車、「県立美術館入口」停留所下車、徒歩で約4分。